# Carl Blum
Carl Blum (Berlín, 1786 - ibídem 2 de juliol de 1844), fou un compositor, cantant, regidor i llibretista.
Pel son pare Karl Otto, molt amic de les arts, Blum va rebre una educació musical des de molt jove juntament amb el seu germà Heinrich. Va aprendre violoncel amb Heinrich Gross. A setze anys va debutar com a actor al teatre Thalia.
El 1805 ingressà com a actor de la companyia Gesellschaft am Rhein de Daniel Gottlieb Quandt i després passà com a cantant a Königsbergen, sota la direcció d'Hiller. El 1810 retornà a Berlín, on llavors va escriure la seva primera obra, titulada Claudine von Villabella. El 1817 passà a Viena, on estudià la música amb Salieri. Allà va compondre la seva segona òpera còmica Das Rosenhütchen i el ball Aline, que va ser un primer gran èxit. El 1820 el rei de Prússia Francesc I el nomenà compositor de la cort, i després d'un viatge a França amb el fi d'estudiar la música Boieldieu, Auber i Cherubini, al retornar a Berlín assolí el lloc de director del l'Òpera Reial (1822) i director tècnic del teatre Königsstädtische Theater el 1827, tornant a la direcció de l'Òpera el 1834. Es donà a conèixer per les seves composicions instrumentals, cançons i operetes, sobretot de tall francès.
Entre les obres que li donaren més popularitat hi figuren: Ich bleibe ledig, Das Laute Geheimnis, Erziehungsresultate, Der Vicomte von Letoriéres, com arranjaments de l'italià i del francès. Com originals poden citar-se entre els millors: Der Ball zu Ellerbrum, Schwärmerei nach der Mode, Die Pagen des Herzogs von Vendóme, Zoraide o Der Friede von Grenade i Die Nachtwandlerin. Va escriure el llibret de l'òpera de Hérold Zampa, va introduir el vaudeville francès a Alemanya: entre les produccions més divertides en aquest gènere s'hi compten: Der Schiffskaptän, Bär und Bassa, Kanonikus Schuster. Les seves obres col·leccionades es publicaren amb els títols: Vaudevilles fur deutsche Bühnen (Berlín, 1824), Lustspiele für die deutsche Bühnen (1827), Neue Bühnenspiele (1828), Neue Theaterstücke (1830), Theater (1839-1844).
A més traduí a l'alemany el llibre La musique mise à la portée de tout le monde de Fétis.